# 邢邑镇
邢邑镇，是中华人民共和国河北省保定市定州市下辖的一个乡镇级行政单位。

## 行政区划
邢邑镇下辖以下地区：
邢邑村、北俱佑村、良村庄村、益合庄社区村、八家庄村、保合庄村、南王宿村、北王宿村、西阳暮村、东阳暮社区村、良村、南木楼村和北木楼村。